# WinRAR
WinRAR és un programari de compressió de fitxers.

## Formats que pot descomprimir
ZIP, RAR, CAB, ARJ, LZH, TAR, GZ, TAR.GZ, BZ2, TAR.BZ2, ACE, UUE, JAR, ISO, 7Z, Z.

## Informació extra
L'última versió que ha sortir al mercat és la 6.01 i es pot descarregar gratuïtament en català, anglès, castellà i gallec. Tot i que la descàrrega és gratuïta el programa s'executa en una versió d'avaluació, la qual no presenta cap restricció alhora d'usar al programa, tampoc expira. WinRAR pot ser comprat i d'aquesta manera s'accedeix a la versió completa del programa on l'única diferència respecte a la versió de prova és que no apareix un missatge el qual explica que es tracta d'una versió de prova i que s'ha de comprar el programari.

## Compatible amb els següents Sistemes Operatius(OS) Windows
Win98/98SE/Me/2000/NT/XP/Vista/7/8/8.1/10